# Quem Não Viu, Vai Ver
Quem Não Viu, Vai Ver foi um programa de televisão brasileiro exibido pelo SBT que estreou em 2008. Anteriormente era exibido de segunda a sexta, às 18h30, embora tenha sido transmitido originalmente uma vez por semana, aos sábados. O programa estreou em 19 de abril de 2008 sob o comando de Helen Ganzarolli e Caco Rodrigues.

## História

### 2008: Primeira Fase
Apresentado por Helen Ganzarolli e Caco Rodrigues, o programa Quem Não Viu, Vai Ver estreou no dia 19 de abril de 2008, às 16h, com a proposta de relembrar os momentos históricos da emissora. Angélica no comando do TV Animal, a participação de Pelé na A Praça é Nossa, a Porta dos Desesperados com Sérgio Mallandro, o Passa ou Repassa com Celso Portiolli, a participação de Xuxa no Programa da Hebe, musicais que marcaram época no Programa Livre, Domingo Legal e Viva Noite, além de reportagens sobre o Bozo, o seriado Chaves e a novela Carrossel, foram alguns dos momentos que puderam ser resgatados no programa.
Entre os quadros exibidos no programa, estavam o Fundo do Baú (trechos de programas antigos), o Vitrola, o Zoom e o Destaque da Semana, onde eram exibidos os melhores momentos das audições do programa Astros, o quadro TOP 10 do Domingo Legal, além de reportagens exibidas no SBT Repórter. Além disso, a atração reprisava os programas Vinte e Um e Topa ou Não Topa.
Interagindo com os telespectadores pelo telefone, os apresentadores brincavam dando prêmios em dinheiro de até R$ 1 mil. Helen Ganzarolli e Caco Rodrigues, comandavam velhas brincadeiras do Charme e do Fantasia, como Trinca, Bingo, Datas Especiais, Caça Palavras, Batalha Naval e Palavras Cruzadas.
No dia 12 de julho de 2008, o programa saiu do ar. Em seu lugar, a emissora escalou o Ataque de Risos, com as séries Um Maluco no Pedaço, Elas e Eu, Happy Hour, Regrinhas para Jovens Pais, A Melhor Idade e Os Reis de Nova York.

### 2009: Segunda Fase
Em 30 de março de 2009, o Quem Não Viu, Vai Ver voltou à grade de programação do SBT, substituindo a revista eletrônica Olha Você. O programa passou a ser exibido nas tardes de segunda a sexta, das 16h30 às 18h30. Dessa vez, o programa não tinha apresentador, e contava apenas com a reprise do programa Nada Além da Verdade e do seriado Ô... Coitado. No dia 01 de maio de 2009, o programa saiu do ar.

### 2014: Terceira Fase
O programa voltou a ser exibido no dia 24 de março de 2014, indo ao ar de segunda a sexta, das 18h30 às 19h20. Nesta nova fase, a cada dia da semana um programa diferente era exibido. A faixa de reprises teve os seguintes programas: Amigos da Onça (segunda), Esquadrão da Moda (terça), Cante se Puder (quarta), Esquadrão do Amor (quinta) e o sitcom Ô... Coitado (sexta).
Várias alterações foram feitas na faixa de reprises, até que a partir do dia 14 de abril, o sitcom Ô... Coitado protagonizado por Gorete Milagres e Moacyr Franco, passou a ser exibido de segunda a sexta, na programação do "Quem Não Viu, Vai Ver" que terminou no dia 16 de Maio de 2014.
A partir de 19 de maio do mesmo ano, o Quem Não Viu Vai Ver reprisou a série Meu Cunhado, estrelada por Moacyr Franco e Ronald Golias, série de humor que foi ao ar no SBT na década de 2000. O elenco da série também contava com a atriz Guilhermina Guinle, atualmente na Globo. Quem Não Viu, Vai Ver foi encerrado no dia 6 de junho de 2014 para dar lugar ao seriado Chaves.

### 2018: Quarta Fase
O programa voltou a ser exibido no dia 14 de janeiro de 2018, indo ao ar nas madrugadas de segunda logo após o Programa Silvio Santos. O retorno da atração ocorreu após a transferência do Conexão Repórter para as segundas-feiras, logo após o Programa do Ratinho. A faixa de reprises estreou com o episódio número 1000 de A Praça é Nossa, originalmente exibido em 13 de março de 2008. Em 29 de abril de 2018, a quarta fase do programa foi encerrada com a Escolinha do Ratinho para dar lugar ao Poder em Foco, programa de entrevistas políticas que estreia na semana seguinte.

### 2018: Quinta Fase
O programa voltou a ser exibido no dia 22 de dezembro de 2018, indo ao ar nas tardes de sábado logo após o Programa Raul Gil. O retorno da atração ocorreu após a o fim da temporada do BBQ Brasil. A faixa de reprises reestreou com os episódios especiais de Chaves, originalmente exibido em agosto e dezembro de 2011.

### 2022: Sexta fase
Em 31 de março de 2022, são comunicadas as novas mudanças na grade matinal do SBT, o que ocasionou no fim do Bom Dia e Cia após 28 anos no ar. Com a mudança, o Primeiro Impacto ganha mais tempo, passando a ocupar toda a faixa matinal de 6h às 12h, o que abriu um espaço na programação das madrugadas, facilitando assim o retorno do programa.
Nessa nova fase, inicialmente eram exibidos A Escolinha do Golias e Ô... Coitado!, além do infantil Patrulha Salvadora aos sábados, os especiais transmitidos pelo SBT, sendo posteriormente substituídos pelo Uma Hora de Sucesso e reportagens do SBT Realidade aos domingos. Também reexibiu a sitcom Meu Cunhado por um período.
Nos dias 5 e 6 de agosto, como uma forma de prestar as últimas homenagens a Jô Soares, o bloco reexibiu em formato de maratona algumas entrevistas do Jô Soares Onze e Meia e alguns episódios de Veja o Gordo.
No dia 22 de agosto, o bloco passou a exibir entalados internacionais como Lassie, As Aventuras de Rin Tin Tin e Os Garotinhos. Por conta disso, as séries A Escolinha do Golias e Ô... Coitado! deixam o bloco.
Em 15 de janeiro de 2023, o bloco é exibido pela última vez, sendo substituído pelo SBT News na TV.

## Programas Reprisados
| Nº                                                                         | Título                                         | Início                  | Término                 |
| -------------------------------------------------------------------------- | ---------------------------------------------- | ----------------------- | ----------------------- |
| 01                                                                         | Vinte e Um                                     | 19 de abril de 2008     | 05 de julho de 2008     |
| 02                                                                         | Topa ou Não Topa                               | 19 de abril de 2008     | 05 de julho de 2008     |
| Primeira interrupção da faixa (06 de julho de 2008— 29 de março de 2009)   |                                                |                         |                         |
| 03                                                                         | Nada Além da Verdade                           | 30 de março de 2009     | 01 de maio de 2009      |
| 04                                                                         | Ô...Coitado                                    | 30 de março de 2009     | 01 de maio de 2009      |
| Segunda interrupção da faixa (02 de maio de 2009— 23 de março de 2014)     |                                                |                         |                         |
| 05                                                                         | Amigos da Onça                                 | 24 de março de 2014     | 07 de abril de 2014     |
| 06                                                                         | Esquadrão da Moda                              | 25 de março de 2014     | 08 de abril de 2014     |
| 07                                                                         | Cante Se Puder                                 | 26 de março de 2014     | 09 de abril de 2014     |
| 08                                                                         | Esquadrão do Amor                              | 27 de março de 2014     | 03 de abril de 2014     |
| 09                                                                         | Ô...Coitado                                    | 28 de março de 2014     | 16 de maio de 2014      |
| 10                                                                         | Meu Cunhado                                    | 16 de maio de 2014      | 06 de junho de 2014     |
| Terceira interrupção da faixa (07 de julho de 2014— 13 de janeiro de 2018) |                                                |                         |                         |
| 11                                                                         | A Praça é Nossa - Edição nº 1000               | 14 de janeiro de 2018   | 14 de janeiro de 2018   |
| 12                                                                         | Pousada do Ratinho                             | 21 de janeiro de 2018   | 21 de janeiro de 2018   |
| 13                                                                         | Hebe Especial - Romeu e Julieta (2003)         | 28 de janeiro de 2018   | 28 de janeiro de 2018   |
| 14                                                                         | A Escolinha do Golias                          | 04 de fevereiro de 2018 | 04 de fevereiro de 2018 |
| 15                                                                         | Ô...Coitado                                    | 11 de fevereiro de 2018 | 11 de fevereiro de 2018 |
| 16                                                                         | Veja o Gordo                                   | 18 de fevereiro de 2018 | 18 de fevereiro de 2018 |
| 17                                                                         | Chaves: Especial de Natal                      | 25 de fevereiro de 2018 | 25 de fevereiro de 2018 |
| 18                                                                         | Chaves: Especial de Ano Novo                   | 25 de fevereiro de 2018 | 25 de fevereiro de 2018 |
| 19                                                                         | Meu Cunhado                                    | 04 de março de 2018     | 04 de março de 2018     |
| 20                                                                         | Escolinha do Ratinho                           | 11 de março de 2018     | 11 de março de 2018     |
| 21                                                                         | SBT Palace Hotel                               | 18 de março de 2018     | 18 de março de 2018     |
| 22                                                                         | Cante Se Puder                                 | 25 de março de 2018     | 25 de março de 2018     |
| 23                                                                         | Parada das Rosas - Especial de Páscoa          | 01 de abril de 2018     | 01 de abril de 2018     |
| 24                                                                         | Mansão Bem Assombrada                          | 08 de abril de 2018     | 08 de abril de 2018     |
| 25                                                                         | A Praça é Nossa – Especial Western             | 15 de abril de 2018     | 15 de abril de 2018     |
| 26                                                                         | Hebe Especial - Romeu e Julieta (1990)         | 22 de abril de 2018     | 22 de abril de 2018     |
| 27                                                                         | Escolinha do Ratinho                           | 29 de abril de 2018     | 29 de abril de 2018     |
| Quarta interrupção da faixa (30 de abril de 2018— 21 de dezembro de 2018)  |                                                |                         |                         |
| 28                                                                         | Chaves: Especial de Natal                      | 22 de dezembro de 2018  | 22 de dezembro de 2018  |
| 29                                                                         | 30 Anos de Chaves                              | 22 de dezembro de 2018  | 22 de dezembro de 2018  |
| 30                                                                         | Pousada do Ratinho                             | 29 de dezembro de 2018  | 29 de dezembro de 2018  |
| Quinta interrupção da faixa (30 de dezembro de 2018— 03 de abril de 2022)  |                                                |                         |                         |
| 31                                                                         | A Escolinha do Golias                          | 04 de abril de 2022     | 06 de junho de 2022     |
| 32                                                                         | Ô... Coitado!                                  | 04 de abril de 2022     | 06 de junho de 2022     |
| 33                                                                         | Patrulha Salvadora                             | 08 de abril de 2022     | 19 de agosto de 2022    |
| 34                                                                         | Hebe Especial - Romeu e Julieta (1990)         | 10 de abril de 2022     | 10 de abril de 2022     |
| 35                                                                         | Hebe Especial - Branca de Neve e os Sete Peões | 17 de abril de 2022     | 17 de abril de 2022     |
| 36                                                                         | SBT Realidade                                  | 17 de abril de 2022     | 15 de maio de 2022      |
| 37                                                                         | Uma Hora de Sucesso                            | 22 de abril de 2022     | 21 de agosto de 2022    |
| 38                                                                         | Hebe Especial - Romeu e Julieta (2003)         | 24 de abril de 2022     | 24 de abril de 2022     |
| 39                                                                         | SBT Palace Hotel                               | 1 de maio de 2022       | 1 de maio de 2022       |
| 40                                                                         | Uma Dupla Quase Dinâmica                       | 8 de maio de 2022       | 8 de maio de 2022       |
| 41                                                                         | Pousada do Ratinho                             | 16 de maio de 2022      | 16 de maio de 2022      |
| 42                                                                         | Mansão Bem Assombrada                          | 22 de maio de 2022      | 22 de maio de 2022      |
| 43                                                                         | Meu Cunhado                                    | 07 de junho de 2022     | 24 de julho de 2022     |
| 44                                                                         | Ô... Coitado!                                  | 25 de julho de 2022     | 19 de agosto de 2022    |
| 45                                                                         | Jô Soares Onze e Meia                          | 05 de agosto de 2022    | 05 de agosto de 2022    |
| 46                                                                         | Veja o Gordo                                   | 06 de agosto de 2022    | 06 de agosto de 2022    |
| 47                                                                         | As Aventuras de Rin Tin Tin                    | 22 de agosto de 2022    | 15 de janeiro de 2023   |
| 48                                                                         | Lassie                                         | 22 de agosto de 2022    | 11 de novembro de 2022  |
| 49                                                                         | Os Garotinhos                                  | 22 de agosto de 2022    | 15 de janeiro de 2023   |